# Lettland beim Eurovision Young Musicians
Übertragende Rundfunkanstalt

Erste Teilnahme
1994
Bisher letzte Teilnahme
2002
Anzahl der Teilnahmen
5
Höchste Platzierung
2 (1994)
Dieser Artikel befasst sich mit der Geschichte Lettlands als Teilnehmer des Wettbewerbs Eurovision Young Musicians.

## Regelmäßigkeit der Teilnahme und Erfolg im Wettbewerb
Lettland nahm erstmals 1994 am Wettbewerb teil. Es war dies zugleich die erste Teilnahme des Landes an einem Eurovision Event. Mit Platz zwei für die Pianistin Liene Circene gelang auch das bis heute beste Ergebnis des Landes beim Wettbewerb. 
2004 zog sich Lettland vom Wettbewerb zurück. Der zuständige Sender Latvijas Televīzija äußerte sich zuletzt 2020 bezüglich einer Teilnahme, so läge der Fokus mehr auf dem Eurovision Song Contest.

## Liste der Beiträge
Farblegende: – 1. Platz. – 2. Platz. – 3. Platz. – ausgeschieden im Halbfinale/in der Qualifikation. – keine Teilnahme/nicht qualifiziert.
| Jahr                                                   | Interpret                | Instrument               | Stücke                                                                    | Platz Finale             | Platz Halbfinale         | Nationale Vorentscheidung |
| ------------------------------------------------------ | ------------------------ | ------------------------ | ------------------------------------------------------------------------- | ------------------------ | ------------------------ | ------------------------- |
| 1994                                                   | Liene Circene            | Klavier                  | Dance Macabre von Franz Liszt                                             | 2 / 8                    | k. A / 24                |                           |
| 1996                                                   | Baiba Skride             | Violine                  | unbekannt                                                                 | k. A / 8                 | k. A / 18                |                           |
| 1998                                                   | Lauma Skride             | Klavier                  | Concerto for Piano and Orchestra, no. 2, 3rd Mov. von Camille Saint-Saëns | k. A / 8                 | k. A / 14                |                           |
| 2000                                                   | Ieva Rūtentāle           | Flöte                    | unbekannt                                                                 | Ausgeschieden            | k. A / 18                |                           |
| 2002                                                   | Ruslans Viļenskis        | Cello                    | unbekannt                                                                 | Ausgeschieden            | k. A / 20                |                           |
| 2004 2006 2008 2010 2012 2014 2016 2018 2020 2022 2024 | Auf Teilnahme verzichtet | Auf Teilnahme verzichtet | Auf Teilnahme verzichtet                                                  | Auf Teilnahme verzichtet | Auf Teilnahme verzichtet | Auf Teilnahme verzichtet  |

## Trivia
Lettland ist das einzige Land das bei zwei aufeinanderfolgenden Veranstaltungen von zwei Geschwistern vertreten wurde.